# دانشنامه‌ی تبرستان و مازندران
دانشنامه تبرستان و مازندران یک مجموعه کتاب پنج جلدی است که در قالب یک پروژهٔ گروهی به بررسی تاریخ، تمدن، فرهنگ و هنر استان مازندران کنونی و سرزمین طبرستان بزرگ می‌پردازد و شمایی کلی از تاریخ و فرهنگ این حوزهٔ تمدنی ارائه می‌دهد.

## محتوا
گسترهٔ فرهنگی مورد بررسی در این دانشنامه شامل استان مازندران، غرب استان گلستان (استرآباد)، شمال استان البرز (تالقان و روستاهای منطقهٔ تاریخی لورا)، شمال شرقی استان تهران (قصران، شمیرانات، لواسان، دماوند و فیروزکوه)، شمال استان سمنان (سنگسر، شهمیرزاد، سرخه، افتر و لاسگرد)، شرق استان گیلان (فرهنگ دیلمان و اشکورات) و شمال استان قزوین (فشگلدره و الموت) است، اما تمرکز محوری بر میراث معنوی و مادی استان کنونی مازندران قرار دارد.
دانشنامه تبرستان و مازندران حدود ۱۸۰۰ سرفصل و نزدیک به ۹۰ هزار مدخل دارد که در ۲۶ فصل سامان یافته و ۱۲۰ هزار قطعه عکس را نیز در بر می‌گیرد. در تدوین دانشنامه نزدیک به ۱۲۰۰ نفر از چهره‌های علمی مازندران، ایران و جهان در قالب ۲۰ کارگروه نقش داشته‌اند. تمامی مدخل‌های این مجموعه به زبان فارسی منتشر شده‌اند، اما برخی جلدها به دو زبان انگلیسی و فارسی نوشته شده‌است.

## انتشار
تألیف این دانشنامه از سال ۱۳۸۰ آغاز شد. اما ساختار مبنایی و نظام‌مند آن از سال ۱۳۹۰ در فرهنگخانه مازندران با گردآوری و تدوین مجموعه با مدیریت احمد محسن‌پور قادیکلایی و با سرپرستی جهانگیر نصری اشرفی آغاز شد. این دانشنامه سرانجام در ۲ اسفند ۱۳۹۹ به‌طور رسمی منتشر شد.

## فهرست مجلدات
| شماره مجلد | موضوع                                                                  |
| ---------- | ---------------------------------------------------------------------- |
| ۱          | دیباچه                                                                 |
| ۲          | سرفصل‌های تاریخ، اقوام، جغرافیای طبیعی و محیط زیست، باستان‌شناسی، معماری |
| ۳          | سرفصل‌های شهرستان‌ها، نظام‌های اداری، آموزشی و فرهنگی، اقتصاد، نام‌آوران   |
| ۴          | سرفصل فرهنگ: فرهنگ ناملموس/فرهنگ ملموس                                 |
| ۵          | سرفصل‌های زبان، ادبیات، موسیقی، رسانه‌ها، افزوده‌ها                       |